# The Twelve Days of Christmas
«Двенадцать дней Рождества» (англ. The Twelve Days of Christmas) — английская народная песня (кэрол).

## История и структура
Песня была впервые опубликована в 1780 году и, по некоторым данным, имеет французское происхождение. Структура песни является цепевидной (кумулятивной): в каждом куплете (начиная со второго) повторяется набор подарков, описанный в предыдущем, с добавлением нового элемента. Возможно, она восходит к традиционным играм на запоминание.

## Сюжет
Некто получает от своей «истинной любви» подарки: куропаток, горлиц, кур, дроздов, кольца, гусей, лебедей, доярок, леди, лордов, волынщиков и барабанщиков.
Известно, что песня использовалась для запоминания катехизиса. В этом случае куропатка символизировала Иисуса, горлицы — Ветхий и Новый заветы и т. д.
Один из американских банков регулярно публикует совокупную стоимость подарков, упомянутых в песне.

## Исполнители
Песню исполняли Бёрл Айвз, Перри Комо, Фрэнк Синатра, Insane Clown Posse, Роджер Уиттакер, Béla Fleck and the Flecktones, Relient K, Twisted Sister и многие другие. Она неоднократно звучала на телевидении.